# Dionysia (Griekenland)
Dionysia (Oudgrieks: Τα Διονύσια) is de algemene benaming voor de oud-Griekse feestelijkheden ter ere van de god Dionysos. Soms worden deze feesten algemeen onder de noemer ‘Dionysia’ geplaatst, maar eigenlijk beslaat de term slechts twee specifieke feesten:
- De kleine of landelijke Dionysia (Διονύσια τὰ κατ' ἀγρούς)

- De grote of stedelijke Dionysia (Διονύσια τὰ Μεγάλα of Διονύσια τὰ ἐν Ἄστει)

Als zoon van Zeus en de stervelinge Semele werd Dionysos vereerd als god van de wijn en van de groeikracht van de natuur. Dionysos  is echter oorspronkelijk een Aziatische godheid die de overzeese tocht naar Griekenland gemaakt had. Dit werd weerspiegeld in de tweede dag van de Anthestéria (een ander feest ter ere van Dionysos), de Choës, waar een standbeeld van Dionysos op een bootvormige praalwagen door de stad werd vervoerd. Tevens leefde hij nooit op de Olympus, maar reisde de wereld af met de saters en met zijn Bacchanten. Deze Bacchanten of Maenaden (van het Oudgrieks μαινάς (mainas), 'razend') hadden de reputatie opvliegend te zijn en zich hullend in hertenhuiden hun god al dansend en zingend te eren. Velen wilden graag geloven dat ze in de bossen orgieën hielden met wijn en halfnaakte vrouwen. Er zijn echter ook rustige verhalen gekend waarbij vrouwen wilde dieren temmen met hun lofliederen.

## Landelijke Dionysia
De Landelijke Dionysia werden vroeger de Theoinia genoemd, waarin de clanleden hun offers aan de godheid brachten, aangezien Dionysos vroeger Theoinos werd genoemd. De landelijke Dionysia gingen officieel uit van de Archont-Eponym en werden gevierd in de maand Poseidéon, wat valt in onze maanden december en januari. Maar volgens een passage in de Politeia van Plato zouden de Landelijke Dionysia op regelmatige tijdstippen gedurende het gehele jaar plaatsvinden, en zouden er dus meer Landelijke Dionysia plaatsvinden. Er wordt echter algemeen van uitgegaan dat de Landelijke Dionysia in Poseidéon plaatsvonden. Dit feest zou ook aan de oorsprong gelegen hebben van de befaamde Lenaia, of op zijn minst een sterk verband tussen beiden, en van de Grote Dionysia.
Het feest was alom verspreid en werd in zowat elke dème gevierd. Het was tevens een open feest waar ook slaven aan mochten deelnemen en er werden verschillende attracties/wedstrijden georganiseerd. Voornamelijk de Akoliasmos was populair. Dit is het rondhuppelen op één voet op een ingevette bal, waar uiteraard veel mensen van afgleden, wat voor de nodige hilariteit zorgde. De winnaars kregen een zak gevuld met wijn. De Akoliasmos zou ook door de landelijke jeugd ook worden gehuldigd in de dorpen. Daarnaast waren er nog luidruchtige parades van vermomde personen. Er was ook een processie waarbij een fallus (symbool voor de bevordering van het leven en de vruchtbaarheid) werd meegedragen. De processie diende waarschijnlijk om de vruchtbaarheid van de gezinnen, de landen en de tuinen te stimuleren. In de antieke teksten wordt echter niet vermeld dat het zou kunnen gaan om de hoop op een goede wijnoogst uit te drukken. In Florence bevindt zich een Attische zwartkleurige vaas die de landelijke Dionysia afbeeldt en waarop een afgod in de vorm van een fallus op elke zijde van de vaas is aangebracht.
De Dionysia vormden een grote bron van inspiratie voor de antieke komedie. Onder andere Aristophanes haalde er inspiratie uit om zijn bekende Acharniërs te schrijven. Daarmee won hij op de Lenaia, een feest dat bekendstond om zijn wedstrijd waarbij theaterstukken werden voorgedragen.

## De Stedelijke Dionysia
De Stedelijke Dionysia (ook wel de Grote Dionysia of gewoon Dionysia genaamd) is het jongste Attische feest ter ere van Dionysos, gehouden in Athene zelf. Het feest duurde zes dagen, van de 10e tot en met de 15e Elophébolion (valt in onze maanden maart - april). De Grote Dionysia, die zich logischerwijze in de stad afspeelden, waren erg grotesk en op de Grote Panathenaeën na de magnifiekste van alle Attische feesten. De ceremonie opende met een weelderige stoet waar men een oud houten beeld van Dionysos meedroeg. Op kop liep de archont-eponym en het corps van gewapende efeben (jonge mannen), die een escorte voor het standbeeld vormden. Daarachter kwamen de jonge kanephoren (offermeisjes) die symbolisch de eerste vruchten met zich meedroegen. Hoe het offeren van deze vruchten verliep en om welke het precies gaan wordt niet vermeld. Ook zou men geiten offeren. De straf van de godheid, nadat de burgers in een dronken bui een priester van Dionysos hadden vermoord, was oorspronkelijk het offeren van een jongetje, maar werd later verzacht naar het offeren van een geit. Een belangrijke rol in deze processie was weggelegd voor de koorleiders en de koorzangers, die de gelegenheid kregen om hun dramavoorstelling op te voeren. Maar veruit het spectaculairste waren “de stierendefilés”. Deze gingen werden door de staat, de kolonies, de bondgenoten en rijke particulieren aangeboden. Het is niet bekend waarom ze dit deden maar we kunnen veronderstellen dat dit een verplichting was van de staat, die de belangrijke festivals durfde aan te wenden om haar gezag en rijkdom te profileren. Daarna werden de dieren geslacht en nam iedereen deel aan de banketten die tot ’s avonds laat duurden. Vervolgens namen de efeben hun fakkels op vervoerden het standbeeld naar het theater en installeerden ze het in het midden van het orkest. Op de tweede en derde dag van het feest zongen de jongens en de mannen de Dithyramben, (overdreven) lofliederen om Dionysos te eren. Deze Dithyramben begeleidden het offer van de stier; de leider van de zegevierende Dithyrambische chorus werd beloond met een stier. Na de zonsondergang op 12 Elophébolion ontplooide zich de grote komos (optocht) waarin de fallische processie een grote rol speelde. Er is ook een Atheense zwartfigurige lekythos bekend, met figuren die rond een standbeeld een dans uitvoeren op muziek van een grote citer. Er ontstaan echter problemen bij de poging om dit te plaatsen.
De Grote Dionysia speelden een belangrijke politiek-diplomatieke rol. Zoals vermeld zijn de Stadsdionysia een veel jonger feest dan de andere en toch hadden ze een sterke invloed. De wil om zo een feest op te richten is een aanwijzing dat de Dionysia een groot gewicht in de schaal legden. Peisistratos richtte de Stedelijke Dionysia op in het midden van de 6e eeuw v.C. en het nieuw opgerichte feest diende in de eerste plaats om patriottistische gevoelens op te wekken en om de macht van de stad Athene ten toon te spreiden. Ten tweede werd de rijkdom van de stad getoond. Zo werd voordat de theatervoorstellingen begonnen het overschot van de schatkist, talent per talent, getoond aan de aanwezigen en vooral aan de kolonies en bondgenoten. Bijkomend is dat deze laatsten ook gebruik maakten van de Dionysia om hun tributen af te betalen. Aangezien de taxatieperiode liep van Panathenae tot de volgende Panathenae, kan men niet spreken van een verplichting om op de Dionysia de belasting te betalen, hoewel er misschien een grote druk uitging van de Atheners, die dat zo goed in hun propaganda konden plaatsen, nl. de grootsheid van de stad en de afhankelijkheid van haar bondgenoten en haar onderdanen.

## Dionysoscultus en het Theater

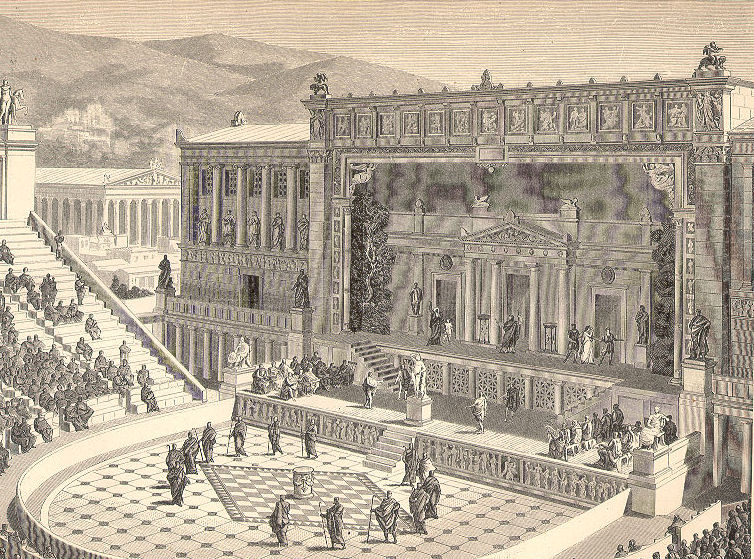
Historische reconstructie van het Dionysustheater in de Romeinse tijd.

In beide Dionysia speelde het theater een belangrijke rol. Het was het moment om tragedies en dergelijke voor te dragen, dit uiteraard in competitieverband.

## Lijst met winnaars van de Stedelijke Dionysia

### Tragedie
- 484 v.Chr. - Aeschylus
- 472 v.Chr. - Aeschylus (De Perzen)
- 471 v.Chr. - Polyphrasmon
- 468 v.Chr. - Sophocles (Triptolemus)
- 467 v.Chr. - Aeschylus (Zeven tegen Thebe)
- 463 v.Chr. - Aeschylus (Smekelingen)
- 458 v.Chr. - Aeschylus (de Oresteia)
- 449 v.Chr. - Herakleides
- 441 v.Chr. - Euripides
- 441 v.Chr. - Sophocles (Antigone)
- 431 v.Chr. - Euphorion, zoon van Aeschylus; Sophocles kwam op de tweede plek, Euripides de derde met Medea
- 428 v.Chr. - Euripides (Hippolytus)
- 427 v.Chr. - Philocles, neef van Aeschylus; Sophocles kwam op de tweede plek
- 415 v.Chr. - Xenocles
- 409 v.Chr. - Sophocles (Philoctetes)
- 406 v.Chr. - Euripides (Bacchae)
- 372 v.Chr. - Astydamas

### Komedie
- 486 v.Chr. - Chionides
- 472 v.Chr. - Magnes
- 458 v.Chr. - Euphonius
- 450 v.Chr. - Crates
- 446 v.Chr. - Callias
- 437 v.Chr. - Pherecrates
- 435 v.Chr. - Hermippus
- 422 v.Chr. - Cantharus
- 421 v.Chr. - Aristophanes (Vrede (2e prijs))
- 414 v.Chr. - Ameipsias
- 402 v.Chr. - Cephisodoros
- 290 v.Chr. - Poseidippus
- 278 v.Chr. - Philemon
- 185 v.Chr. - Laines
- 183 v.Chr. - Philemon
- 154 v.Chr. - Chairion